# حركة نشوء القارات

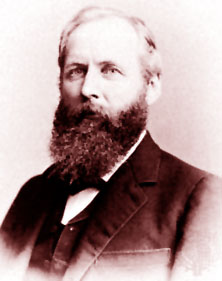

حركة بناء القارات أو أو الحركة التَّمْعُجِيَّة أو حركة نشوء القارات أو التَّمْعَاج (بالإنجليزية: epeirogenic، من الكلمتين اليونانيتين: epeiros وتعني الأرض وgenesis وتعني الميلاد) مصطلح يشير في الجيولوجيا إلى عمليات الارتفاع والهبوط في الأرض، والتي تعكس أطوال موجية طويلة، وقدرًا صغيرًا من الطيات إلى جانب تموجات واسعة النطاق. تُعرَف الأجزاء الداخلية المتسعة من القارات باسم المجن، وتتعرض هذه الأجزاء لحركة نشوء القارات. قد تتجه هذه الحركة هبوطًا نحو مركز الأرض، أو ارتفاعًا عنه. وتتسبب في حدوثها مجموعة من القوى التي تعمل على نطاق نصف قطر الأرض، مثل القوى التي تساهم في توازن القشرة الأرضية والفلق في غلاف الأرض الصخري.
وحركة نشوء القارات قد تكون دائمة أو مؤقتة. الارتفاع المؤقت قد يحدث في صورة انحراف حراري نتيجة نقل الحمل الحراري للدثار في اتجاه منحرف، ثم يختفي عند انحسار نقل الحمل الحراري. أما الارتفاع الدائم، فيمكن أن يحدث عند دخول مادة بركانية في القشرة الأرضية، ويُعَد الارتفاع الهيكلي الإهليلجي أو الدائري (دون طي) على نطاق نصف قطر كبير (يتراوح من عشرات إلى آلاف الكيلومترات) إحدى سمات عمود الدثار.
تسببت حركة نشوء القارات في رفع منطقة جبال روكي الشمالية من 1300 إلى 2000 متر منذ عصر الإيوسين. وقد حدث ذلك بعد تكون جبال روكي - وهو يختلف عنه - أثناء حركة اللارامايد البانية للجبال في أواخر العصر الكريتاسي وبداية العصر السينوزوي. ويعود هذا الارتفاع إلى السخونة القارية الناتجة عن ترقق كتل الباثوليت المتوسطة المنتشرة التي تعود للعصر الثالث، والتي تتسم بانخفاض كثافتها نسبيًا، وتداخلها.
على عكس حركة نشوء القارات، تُعَد الحركة البانية للجبال (الحركة الأوروجينية) حركة تشويهية أكثر تعقيدًا تتعرض لها القشرة الأرضية وترتبط بزيادة سُمك هذه القشرة، والتي ترتبط بشكل واضح بتقارب الصفائح التكتونية. هذا التقارب بين الصفائح يؤدي إلى تكوين أحزمة أوروجينية تتسم «بطي الطبقات الصخرية وفلقها عن طريق إقحام الصهارة، وتكون البراكين».